# Nahirne, Sverdlovsk
Nahirne (în ucraineană Нагірне) este un sat în comuna Medvejanka din raionul Sverdlovsk, regiunea Luhansk, Ucraina.

## Demografie
Componența lingvistică a localității Nahirne
     Ucraineană (76,38%)
     Rusă (9,06%)
Conform recensământului din 2001, majoritatea populației localității Nahirne era vorbitoare de ucraineană (76,38%), existând în minoritate și vorbitori de rusă (9,06%).